# Liste der Bodendenkmäler in Obergünzburg
Auf dieser Seite sind die Bodendenkmäler in dem schwäbischen Markt Obergünzburg zusammengestellt. Diese Tabelle ist eine Teilliste der Liste der Bodendenkmäler in Bayern. Grundlage ist die Bayerische Denkmalliste, die auf Basis des Bayerischen Denkmalschutzgesetzes vom 1. Oktober 1973 erstmals erstellt wurde und seither durch das Bayerische Landesamt für Denkmalpflege geführt wird. Die folgenden Angaben ersetzen nicht die rechtsverbindliche Auskunft der Denkmalschutzbehörde.

## Bodendenkmäler in Obergünzburg

### Bodendenkmäler in der Gemarkung Burg
| Lage            | Objekt                                                           | Akten-Nr.     | Bild |
| --------------- | ---------------------------------------------------------------- | ------------- | ---- |
| Burg (Standort) | Mittelalterlicher Burgstall.                                     | D-7-8128-0007 |      |
| Burg (Standort) | Burgstall des Mittelalters und der frühen Neuzeit (Liebenthann). | D-7-8128-0008 |      |
| Burg (Standort) | Mittelalterliche Abschnittsbefestigung.                          | D-7-8128-0009 |      |
| Burg (Standort) | Siedlung der römischen Kaiserzeit.                               | D-7-8128-0048 |      |

### Bodendenkmäler in der Gemarkung Ebersbach
| Lage                 | Objekt | Akten-Nr.     | Bild |
| -------------------- | --- | ------------- | ---- |
| Ebersbach (Standort) | Schanze vor- und frühgeschichtlicher Zeitstellung.                                                                                       | D-7-8128-0006 |      |
| Ebersbach (Standort) | Grabhügel vorgeschichtlicher Zeitstellung und Siedlung vor- und frühgeschichtlicher Zeitstellung.                                        | D-7-8128-0010 |      |
| Ebersbach (Standort) | Burgus der römischen Kaiserzeit. | D-7-8128-0012 |      |
| Ebersbach (Standort) | Grabhügel vorgeschichtlicher Zeitstellung.                                                                                               | D-7-8128-0038 |      |
| Ebersbach (Standort) | Mittelalterliche und frühneuzeitliche Befunde im Bereich der Katholischen Pfarrkirche St. Ulrich in Ebersbach und ihrer Vorgängerbauten. | D-7-8128-0044 |      |

### Bodendenkmäler in der Gemarkung Obergünzburg
| Lage                    | Objekt | Akten-Nr.     | Bild |
| ----------------------- | --- | ------------- | ---- |
| Obergünzburg (Standort) | Siedlung der römischen Kaiserzeit und mittelalterlicher Burgstall.                                                                          | D-7-8128-0017 |      |
| Obergünzburg (Standort) | Grabhügel vorgeschichtlicher Zeitstellung.                                                                                                  | D-7-8128-0018 |      |
| Obergünzburg (Standort) | Mittelalterlicher Turmhügel. | D-7-8128-0020 |      |
| Obergünzburg (Standort) | Teilstück einer Straße der römischen Kaiserzeit.                                                                                            | D-7-8128-0022 |      |
| Obergünzburg (Standort) | Mittelalterliche und frühneuzeitliche Befunde im Bereich der Katholischen Pfarrkirche St. Martin in Obergünzburg und ihrer Vorgängerbauten. | D-7-8128-0057 |      |
| Obergünzburg (Standort) | Wasserleitung des Hochmittelalters. | D-7-8128-0067 |      |
| Obergünzburg (Standort) | Mittelalterliche und frühneuzeitliche Befunde im Bereich der Katholischen Filialkirche St. Nikolaus in Obergünzburg.                        | D-7-8128-0087 |      |
| Obergünzburg (Standort) | Siedlung des Mittelalters und der frühen Neuzeit.                                                                                           | D-7-8128-0105 |      |

### Bodendenkmäler in der Gemarkung Willofs
| Lage               | Objekt | Akten-Nr.     | Bild |
| ------------------ | --- | ------------- | ---- |
| Willofs (Standort) | Römische Villa Rustica.                                                                                                   | D-7-8128-0004 |      |
| Willofs (Standort) | Mittelalterliche und frühneuzeitliche Befunde im Bereich der Katholischen Pfarrkirche St. Johannes der Täufer in Willofs. | D-7-8128-0069 |      |
| Willofs (Standort) | Villa rustica der römischen Kaiserzeit, Siedlung der frühen Neuzeit.                                                      | D-7-8128-0117 |      |